# Myoxanthus ceratothallis
Myoxanthus ceratothallis är en orkidéart som först beskrevs av Heinrich Gustav Reichenbach, och fick sitt nu gällande namn av Carlyle August Luer. Myoxanthus ceratothallis ingår i släktet Myoxanthus och familjen orkidéer. Inga underarter finns listade i Catalogue of Life.